# Дюше, Жан
Жан Дюше (французский: [duʃɛ] ; 19 января 1929 — 22 ноября 2019) — французский кинорежиссёр, историк, кинокритик и педагог, начавший свою карьеру в начале 1950-х годов в Gazette du Cinéma и Cahiers du cinéma с представителями будущей французской новой волны.

## Биография
Как журналист, Дюше много писал о кинематографистах новой волны, а также о таких режиссёрах, как Альфред Хичкок, Ф. В. Мурнау, Кэнджи Мидзогути, Винсенте Миннелли, Акира Куросава, Жан-Люк Годар и Жан-Даниэль Полле. Он предоставил возможность Сержу Дэнею работать в Cahiers.
Также снимался в небольших ролях у таких режиссёров, как Годар, Ромер, Франсуа Трюффо, Жан Эсташ, Жак Риветт, Жан Пьер Лефевр и Франсуа Озон. Преподавал в Институте высших кинематографических исследований, среди его учеников были Озон, Эмили Делёз и Ксавье Бовуа.
Дюше также был связан с Французской синематекой и регулярно проводил показы и мероприятия. В 2010 году для трибьюта недавно умершему Эрику Ромеру от имени Синематеки снял документальный фильм «Клод и Эрик»: интервью с Клодом Шабролем о первых днях Ромера в Cahiers du cinéma.
22 ноября 2019 года Французская синематека объявила, что Жан Дюше скончался в возрасте 90 лет.

## Фильмография
- Le mannequin de Belleville (1962) … короткометражка
- 1965 Дим Дам Дом (сериал)
- Сен-Жермен-де-Пре, 1965 — "Париж глазами…" (короткометражный)
- 1967 Александр Астрюк, l’ascendant taureau in Cinéastes de notre temps (документальный сериал)
- 1969 1969 Et crac (короткометражный)
- Le dialog des étudiantes (1970) (короткометражный)
- 1978 En répétant Perceval in Ciné Revises (документальный сериал)
- Le fantastique in Ciné parade (1982) (документальный сериал)
- 1985 Годар плюс Годар в Étoiles et toiles (документальный сериал)
- 1987 Манкевич в Océaniques — Des idées des hommes des oeuvres (документальный сериал)
- 1994 Эрик Ромер — Preuves à l’appui in Cinéma, de notre temps (документальный сериал)
- 1996 La serva amorosa (художественный фильм)
- 1997 Femmes chez Hitchcock (документальный телефильм)
- 2004 Vanités (короткометражный документальный фильм)
- 2009 Велосипедистка (короткометражный)
- 2010 Клод и Эрик (короткометражный)
- 2015 Шер Андре С. Лабарт (короткометражный)

## Книги
- Альфред Хичкок (1967); Cahiers du cinéma 1999
- Искусство любви (1987); Переиздание небольшой библиотеки Cahiers du cinéma 2003 г.
- Парижское кино: фильмы с видом на город с 1895 года по настоящее время, с Жилем Надо, май 1987 года.
- Рассматриваемый фильм о современности, немой фильм о годах разговора с Риком Альтманом, Французская синематека, 1992 г.
- Театр в кино, Французская Синематека, 1993 г.
- Новая волна, Ф. Хазан, 2004 г.
- Пауло Роша, Жан Душе, Хьюг Кестер, Ален Бергала, Пауло Бранко и др., Заказ. Жоао Сезар Монтейро : против всех огней, огонь, мой огонь , теперь жёлтый 2004 г.
- DVDéothèque Jean Douchet, Небольшая библиотека Cahiers du Cinéma, 2006 г.
- Жан Душе, фильм "Человек: интервью с Жоэлем Маньи ", «Письмо», сборник «Очерки и интервью», 2014 г.